# Silje Torp
Silje Torp (født Silje Torp Færavaag 19. oktober 1974 i Oslo) er en norsk skuespiller og komiker kendt fra flere film og tv-serier.

## Filmografi
- 2016 Vikingane (tv-serie), Frøya
- 2014 Underholdningsavdelingen sæson 2
- 2013 Lilyhammer 2 Mette Hansen, lensmann
- 2013 Halvbroren (tv-serie) Danselærer Svae
- 2010-13 Dag ses. 1 & 3 (tv-serie) Marianne Refsnes, Dags søster
- 2010 En ganske snill mann forulempet kvinde
- 2009 Knerten (film) Carolina
- 2007 Null-null (Kortfilm)
- 2007 Mars og Venus, (film) Camilla
- 2006 Etaten (tv-serie) journalist
- 2006 Gymnaslærer Pedersen Anne Britt Bru
- 2005 Thomas Hylland Eriksen og historien om Origamijenta Eva Larsen
- 2004 Hawaii, Oslo Milla, mor til hjertesygt barn
- 2004 Mot Moskva (film) Rosa
- 2003 Glimt (kortfilm) lærerinde
- 2003 Mia (tv-serie) Tina
- 2002 Sejer (tv-serie) politibetjent Tviberg